# Beaupré (Québec)
Beaupré ist eine Stadt im Süden der kanadischen Provinz Québec. Sie liegt in der Verwaltungsregion Capitale-Nationale, etwa 35 km nordwestlich der Provinzhauptstadt Québec. Beaupré gehört zur regionalen Grafschaftsgemeinde (municipalité régionale du comté) La Côte-de-Beaupré, hat eine Fläche von 22,96 km² und zählt 3752 Einwohner (Stand: 2016).

## Geographie
Beaupré liegt am Nordufer des Sankt-Lorenz-Stroms, am Fuße der Laurentinischen Berge. Östlich des Stadtzentrums befindet sich die Mündung des Rivière Sainte-Anne. Dieser Nebenfluss fließt in Nord-Süd-Richtung durch eine Schlucht, den Canyon Sainte-Anne. Dort ergießt sich das Wasser über einen 74 Meter hohen Wasserfall. Westlich der Schlucht und nördlich der Stadt erhebt sich der 803 Meter hohe Mont Sainte-Anne.
Nachbargemeinden sind Sainte-Anne-de-Beaupré im Westen, Saint-Ferréol-les-Neiges im Nordosten, Saint-Joachim im Osten und Saint-François-de-l’Île-d'Orléans im Süden.

## Geschichte
Beaupré gehört zu den ersten Orten, die in Neufrankreich besiedelt wurden. Als bretonische Seeleute hier im 17. Jahrhundert landeten, sollen sie angesichts der schönen Landschaft Oh, le beau pré! („Oh, die schöne Weide!“) gerufen haben. Offizielle Verwendung fand der Name erstmals im Jahr 1636 mit der Gründung der Seigneurie Beaupré. Der wirtschaftliche Aufschwung setzte 1890 mit der Eröffnung der Eisenbahnlinie der Chemin de fer Charlevoix ein, verstärkt durch die touristische Erschließung des Mont Saint-Anne ab den 1960er Jahren. Die Gründung der Gemeinde Notre-Dame-du-Rosaire erfolgte 1928, doch nur ein Jahr später änderte sie ihren Namen in Beaupré. Schließlich erhielt sie 1962 den Stadtstatus. Seit 2002 gehört Beaupré zum Zweckverband Communauté métropolitaine de Québec.

## Bevölkerung
Gemäß der Volkszählung 2011 zählte Beaupré 3.439 Einwohner, was einer Bevölkerungsdichte von 151,8 Einw./km² entspricht. 98,1 % der Bevölkerung gaben Französisch als Hauptsprache an, der Anteil des Englischen betrug 0,9 %. Als zweisprachig (Französisch und Englisch) bezeichneten sich 0,3 %, auf andere Sprachen und Mehrfachantworten entfielen 0,7 %. Ausschließlich Französisch sprachen 71,9 %. Im Jahr 2001 waren 94,1 % der Bevölkerung römisch-katholisch, 1,3 % protestantisch und 4,0 % konfessionslos.

## Wirtschaft und Verkehr
Neben der Industrie ist auch der Tourismus von großer Bedeutung. Dazu trägt vor allem das weitläufige Wintersportgebiet am Mont Sainte-Anne bei, das größte seiner Art im Osten Kanadas. Dieser Berg ist auch im Sommer ein beliebtes Ausflugsziel (insbesondere für Mountainbiker und Wanderer). Bisher drei Mal fanden hier Mountainbike-Weltmeisterschaften statt, im Jahr 1998 sowie 2010 und 2019.
Erreichbar ist Beaupré über die Route 138. Diese überregionale, teilweise 4-spurige Nationalstraße führt von der Stadt Québec aus entlang am Nordufer des Sankt-Lorenz-Stroms mehrere hundert Kilometer weit bis in die Region Côte-Nord. Die Bahnlinie zwischen Québec und La Malbaie wird für den Güterverkehr genutzt sowie von einigen touristischen Personenzügen befahren.